# Seznam španskih pianistov
Seznam španskih pianistov.

## A
- Isaac Albéniz

## C
- Maria Carratalà i Van den Wouver
- Arturo Cardelús

## F
- Juan Pérez Floristán

## I
- José Iturbi

## L
- Alicia de Larrocha
- Félix Lavilla

## M
- Federico Mompou
- Tete Montoliu

## P
- Juan Antonio Alvarez Parejo

## V
- Ricardo Viñes